# Kowloon Walled City
Kowloon Walled City (Ommuurde Stad Kowloon) was een zeer dichtbevolkte stad met nauwelijks een vorm van regering, gelegen in Kowloon City, Hongkong. Het was oorspronkelijk een Chinees fort, dat in 1898 een enclave van China in Brits gebied werd nadat de New Territories door China aan Groot-Brittannië werden verpacht. Na de Japanse bezetting van Hongkong in de Tweede Wereldoorlog nam de bevolking van de stad drastisch toe. In 1990 telde de stad van 0,026 km2 (26000 m2, circa vier voetbalvelden groot) naar schatting 50.000 inwoners. Hiermee was het een van de meest dichtbevolkte plaatsen ter wereld ooit. Van 1950 tot 1970 werd de stad gedomineerd door lokale triades, was er veel prostitutie en drugsgebruik, en werd er veel gegokt.
In januari 1987 kondigde de regering van Hongkong het plan aan om de stad te slopen. De sloop begon in maart 1993 na een moeizaam ontruimingsproces, en werd in april 1994 voltooid. In december 1995 werd Kowloon Walled City Park geopend, een park in het voormalige gebied van de stad. Sommige historische gebouwen van de stad, bijvoorbeeld de yamen (een soort gemeentehuis) en overblijfselen van de Zuidpoort, zijn bewaard gebleven.

## Geschiedenis

### Militaire buitenpost

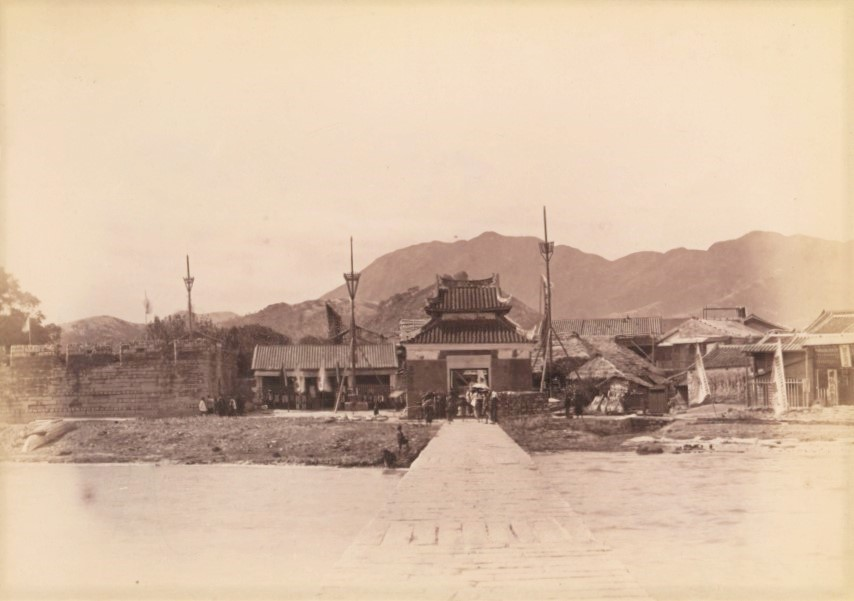
Lung Tsun Stone Bridge en Lung Tsun Pavilion (Pavilion for Greeting Officials) in Kowloon Walled City in 1898.

De geschiedenis van de stad kan teruggevoerd worden tot de Song-dynastie (960–1279). Er werd toen een militaire buitenpost opgezet om toezicht te houden op de zouthandel. In de paar honderd jaar daarna gebeurde er weinig, al werden er wel 30 wachten gestationeerd in 1668.
Ten tijde van de Qingdynastie (1644-1912) was het een ommuurd dorpje met een aantal torens eromheen. Het was een toevluchtsoord voor aanhangers van de Qingdynastie in de Engelse kolonie, en diende ook als een ambassade van het Chinese keizerrijk in Brits Hongkong. Het had verder een yamen (soort gemeentehuis), een Tian Houtempel en een Tudi Gongtempel.
In 1810 werd er een klein fort aan de kust gebouwd. In 1842, toen keizer Daoguang aan de macht was, werd het eiland Hongkong afgestaan aan Groot-Brittannië onder het Verdrag van Nanking. De Hongkongse autoriteiten voelden door dit verdrag de noodzaak om het fort te versterken om aan de macht te blijven in de rest van het land en om verdere Britse invloed te beperken. De versterking, die bestond uit de bouw van een ontzagwekkende muur, werd in 1847 voltooid. In 1854 was de stad een aantal weken in handen van rebellen tijdens de Taipingopstand. Het tegenwoordige Dapeng Association House is het overblijfsel van het garnizoen van Lai Enjue.
In het Tweede verdrag van Peking (1898) werd bepaald dat Groot-Brittannië de New Territories voor 99 jaar mocht pachten, met uitzondering van Kowloon Walled City, waar rond die tijd 700 mensen woonden. Het Chinese leger mocht in de stad blijven, zolang ze niet in conflict kwam met de verdediging van Brits-Hongkong. Het volgende jaar begon het Britse hoofd, sir Henry Blake, China te verdenken van verzet. Daarom vielen de Britse strijdkrachten op 16 mei 1899 Kowloon Walled City binnen. De Chinese legereenheid bleek de stad verlaten te hebben, en alleen de mandarijn en 150 inwoners waren achtergebleven.
Ondanks het feit dat de Britten Kowloon Walled City eigendom verklaarden, hadden ze de daarop volgende decennia weinig aandacht voor de stad. De protestantse kerk richtte er en bejaardentehuis op, in de oude yamen, en ook een school en een armenhuis in andere overgebleven overheidsgebouwen. Behalve deze instellingen diende de stad voornamelijk als bezienswaardigheid voor de Britse kolonie en toeristen; op een kaart uit 1915 wordt het een 'Chinese stad' genoemd. In 1933 kondigde Hongkong de sloop van de meeste vervallen gebouwen van de stad aan. De 436 krakers die er woonden, kregen een nieuwe woning aangeboden. In 1940 stond alleen nog de yamen, de school en één huis overeind. Tijdens de Japanse bezetting van Hongkong in de Tweede Wereldoorlog, brak Japan de muur van de stad af om de stenen te gebruiken voor de uitbreiding van het nabijgelegen Luchthaven Kai Tak.

### Inwoners

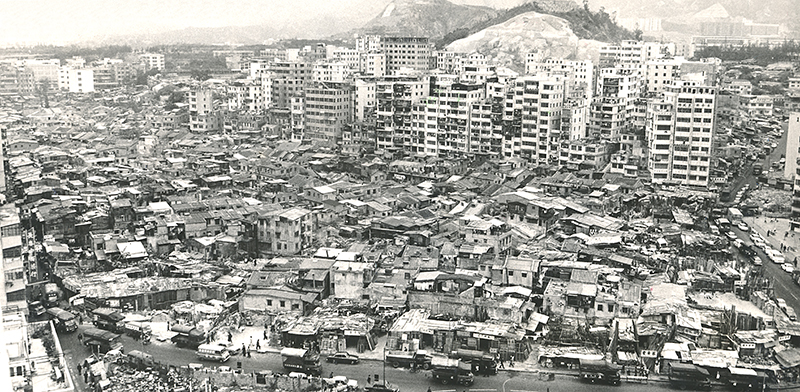
Een luchtfoto uit 1972 van Kowloon Walled City en het ernaast gelegen dorp Sai Tau.

Na de Japanse overgave in 1945 kondigde China het plan aan om zich de stad toe te eigenen. Na 1945 liep de stad vol met vluchtelingen van de Chinese Burgeroorlog, die hier bescherming genoten door de aanwezigheid van de Britten. Het gebied was geen deel van Brits Hongkong, maar China had er feitelijk geen gezag doordat het gebied was omringd door Brits grondgebied. In 1947 werd de stad bewoond door 2.000 krakers. Na een mislukte poging in 1948 om de stad te ontruimen, hielden de Britten zich afzijdig in het bestuur van de stad.
In de jaren 60 en 70 zochten zeer veel Chaozhounezen, Dapengezen en andere Guangdongse migranten uit het Chinese vasteland hun toevlucht in Kowloon Walled City.
Here, prostitutes installed themselves on one side of the street while a priest preached and handed out powdered milk to the poor on the other; social workers gave guidance while drug addicts squatted under the stairs getting high; what were children's games centres by day became strip-show venues by night. It was a very complex place, difficult to generalise about, a place that seemed frightening but where most people continued to lead normal lives. A place just like the rest of Hong Kong.— Leung Ping-kwan, City of Darkness, p. 120

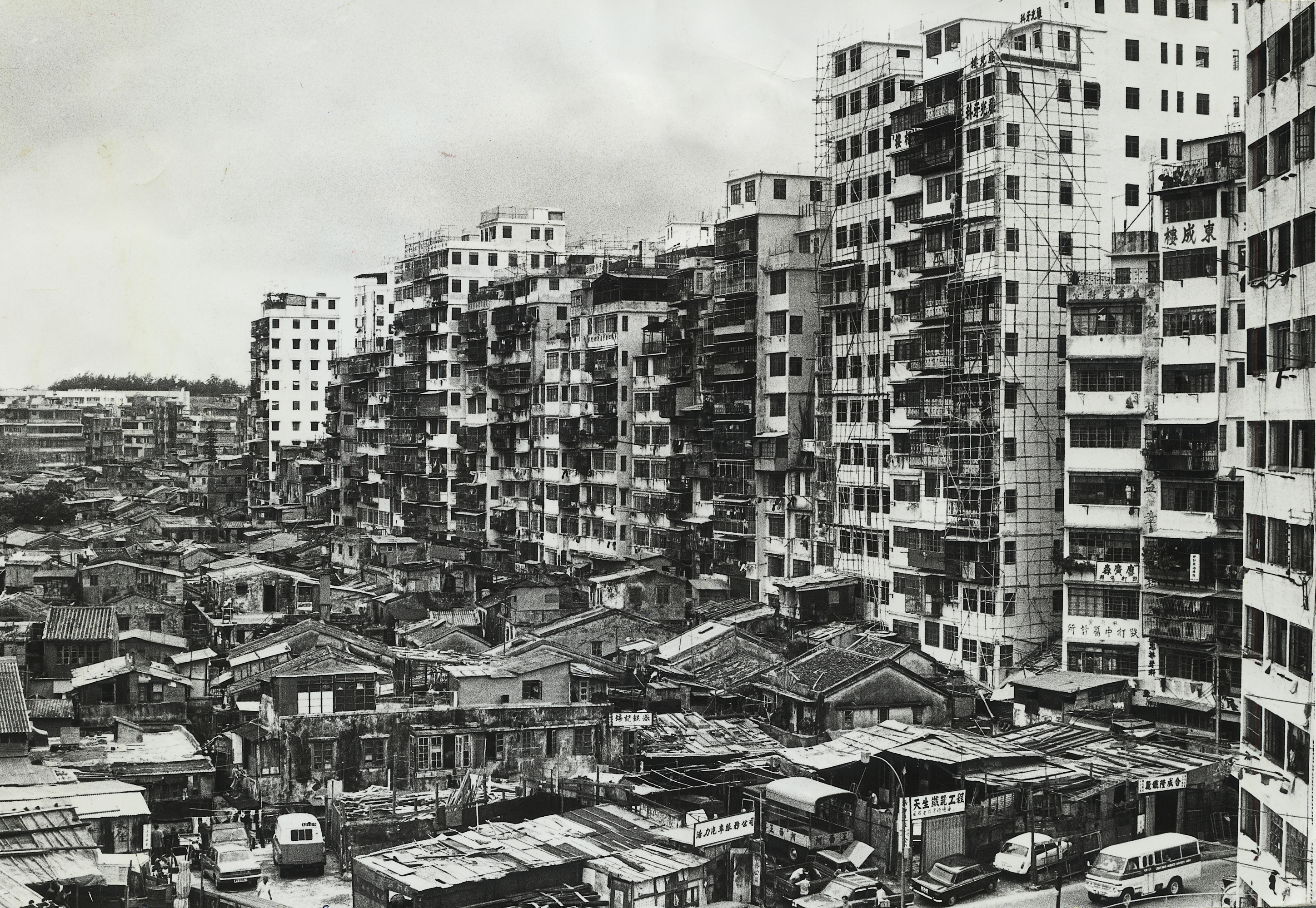
De zuidkant van Kowloon Walled City in 1975. Rond deze tijd bereikten de flatgebouwen hun maximale hoogte.

In januari 1950 brak er een brand uit die 2.500 krotten verwoestte, waar ruim 3.500 families, bestaande uit 17.000 mensen, woonden. De ramp onderstreepte de noodzaak voor degelijke brandbeveiliging in het gebied waar voornamelijk houten hutten stonden, maar dit werd bemoeilijkt door het gebrek aan banden met zowel de Britse als de Chinese overheid. Door de brand kregen nieuwe inwoners de gelegenheid om opnieuw te beginnen met bouwen, wat leidde tot geruchten dat de brand was aangestoken.
Door gebrek aan toezicht van zowel de Britse als de Chinese overheid (op een paar invallen door de politie van Hongkong na) werd de stad een broeinest van criminaliteit. Pas tijdens een moordzaak in 1959, van een moord die was gepleegd in Kowloon Walled City, werd bepaald dat de stad onder de regering van Hongkong viel. Tegen deze tijd werd de stad praktisch bestuurd door criminele organisaties die triades werden genoemd, en was het een centrum van de internationale drugshandel geworden.
Vanaf begin 1950 waren de talloze bordelen, gokhallen en opiumtenten in de greep van triades als 14K en Sun Yee On. De stad werd in Standaardkantonees vaak Wôong, Toow, Tok (黃，賭，毒) genoemd (prostitutie, gokken en drugs). De Britse politie waagde zich er alleen binnen in grote groepen, niet alleen omdat de stad zo vergeven was van de criminaliteit, maar ook omdat de sfeer in de stad openlijk anti-Brits was, en doordat je in het doolhof van steegjes makkelijk kon verdwalen. Het binnentreden van de Hongkongse politie werd veelal gevolgd door luid diplomatiek protest van de regering van de Volksrepubliek China, die het voormalige fort als onderdeel van haar territorium beschouwde.
De triades begonnen pas hun grip op de stad te verliezen toen in 1973/74 de politie 3.500 invallen deed, 2.500 criminelen arresteerde en 1.800 kg aan drugs in beslag nam. Met steun van vooral de jongere bewoners van de stad zorgden de voortdurende invallen er ten slotte voor dat de criminaliteit en het drugsgebruik in de stad afnamen. In 1983 verklaarde de hoofdcommissaris van het politiedistrict Kowloon Walled City dat de criminaliteit in de stad onder controle was.

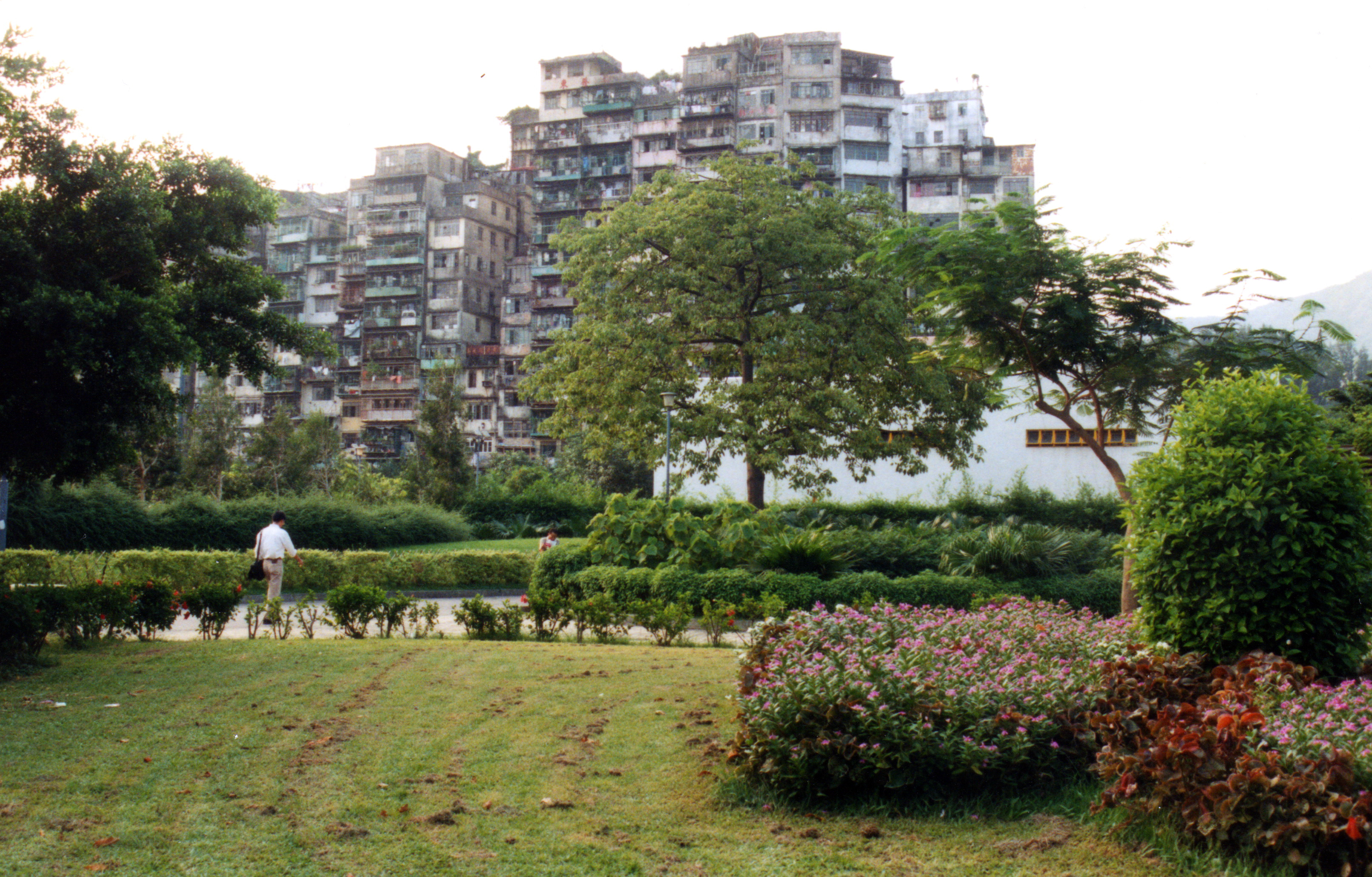
Een van de buitengrenzen van de stad in 1991.

In de jaren 60 werd er veel gebouwd in de stad: er werden verdiepingen aan de bestaande gebouwen toegevoegd. De stad raakte extreem dichtbevolkt. Er woonden 30.000 mensen in 300 gebouwen op slechts 0,03 km². De stad bereikte zijn maximale omvang eind jaren 70 en begin jaren 80. Er werd bepaald dat de gebouwen niet hoger mochten worden gemaakt dan 13 of 14 verdiepingen, omdat de stad in de aanvliegroute lag van het Luchthaven Kai Tak. Het nabijgelegen vliegveld zorgde voor extreme geluidsoverlast de laatste 20 jaar dat de stad bestond. Er waren acht gemeentelijke waterleidingen, al waren er ook putten. Een paar straten werden verlicht door tl-buizen, omdat zonlicht zelden de laagste verdiepingen bereikte, doordat er zonder vergunning verdiepingen konden worden toegevoegd. De criminaliteit nam af in de laatste decennia dat de stad bestond, maar er waren nog wel een groot aantal ongeregistreerde artsen en tandartsen werkzaam, die er hun gang konden gaan zonder het risico om vervolgd te worden. Deze artsen waren gevlucht voor de communisten op het Chinese vasteland. Ze kwamen in de stad wonen omdat ze een diploma van de Volksrepubliek China hadden, dat niet geldig was in Hongkong. In Kowloon Walled City werden deze medici gedoogd.
Ondanks het feit dat de stad vele jaren een broeinest was van criminaliteit, raakten de meeste inwoners niet betrokken in de criminaliteit en leefden ze een vredig leven binnen de stadsmuren. Er floreerden vele kleine fabriekjes en zaken in de stad, en sommige inwoners vormden groepen om het dagelijkse leven te organiseren en te verbeteren. In 1963 deed de regering een poging om een aantal krotten in een hoek van de stad af te breken. Als reactie hierop richtten de inwoners een 'anti-sloopvereniging' op, die later uitgroeide tot een Kaifong-association. Ook liefdadigheid, religieuze organisaties en andere hulpverleningsinstanties kwamen geleidelijk op gang in de stad. Door het werk van missionarissen en zendelingen konden vele kinderen in de flats lezen en schrijven. Hun schoolgebouwtjes bevonden zich op de daken van de flats en soms ook op de begane grond. Op de begane grond van de gebouwen waren de winkels te vinden. Hoewel ziekenhuizen en scholen niet werden gereguleerd door de regering, zorgde Hongkong wel voor sommige andere diensten, zoals watervoorziening en de post.

### Ontruiming en sloop

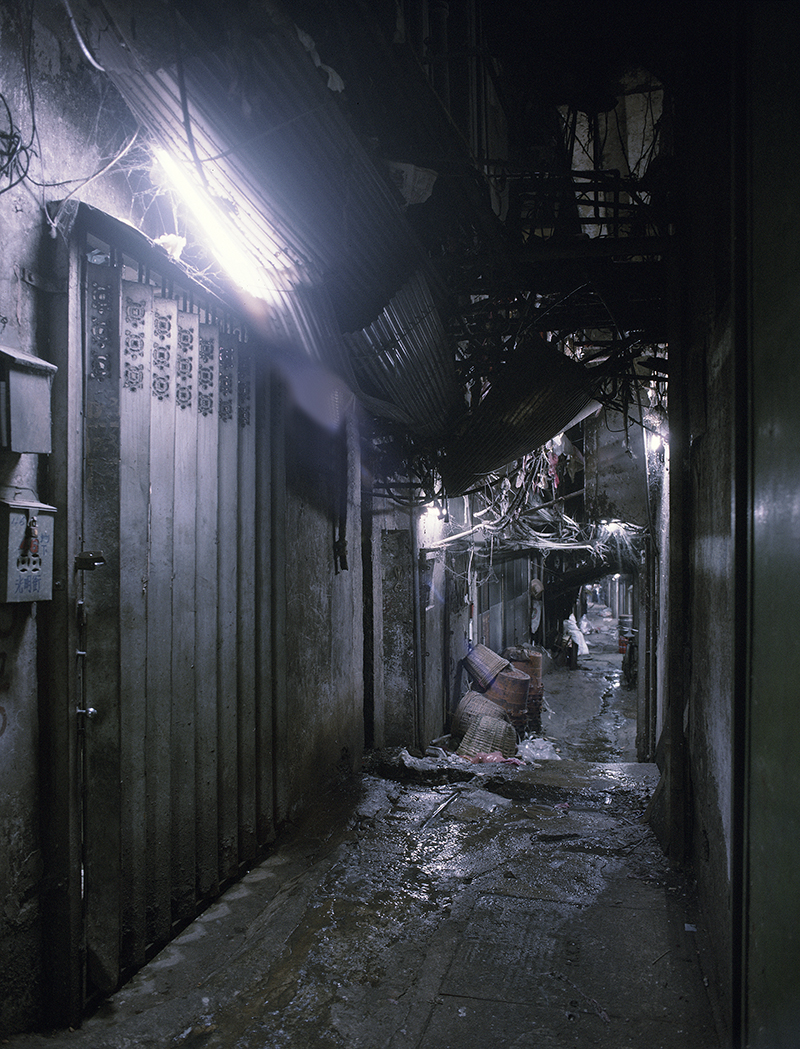
Een steegje in de City of Darkness

Zowel de Britse als de Chinese regering kon de stad met het verstrijken van de tijd steeds minder waarderen, al was de criminaliteit er afgenomen. De kwaliteit van leven in de stad bleef ver achter bij de rest van Hongkong, met name door de slechte sanitaire voorzieningen. De Gezamenlijke Chinees-Britse Verklaring van 1984 legde de basis voor het plan van de sloop van de stad. Het gezamenlijke besluit van de twee regeringen om de stad te slopen werd op 14 januari 1987 bekendgemaakt. Op 10 maart 1987 volgde de aankondiging dat op de plaats van de stad een park aangelegd zou worden. Omdat er al vele andere groene gebieden waren in de omgeving, vroeg het plaatselijke bestuur zich af of het aanleggen van nog een park zin had, toch ging het akkoord met het plan van de regering, op voorwaarde dat de regering het park zou bekostigen.
De regering keerde een vergoeding uit van 2,7 miljard Hongkongse dollar (350 miljoen Amerikaanse dollar) aan de ongeveer 33.000 inwoners en ondernemingen, volgens het plan van een speciale commissie van het ministerie voor Huisvesting van Hongkong. Sommige inwoners vonden de vergoeding niet genoeg, en werden onder dwang hun huis uitgezet tussen november 1991 en juli 1992. Het duurde vier maanden om een planning te maken voor de sloop, die begon op 23 maart 1993 en werd voltooid in april 1994. Een maand daarna begon de aanleg van Kowloon Walled City Park.

## Huidige status als park

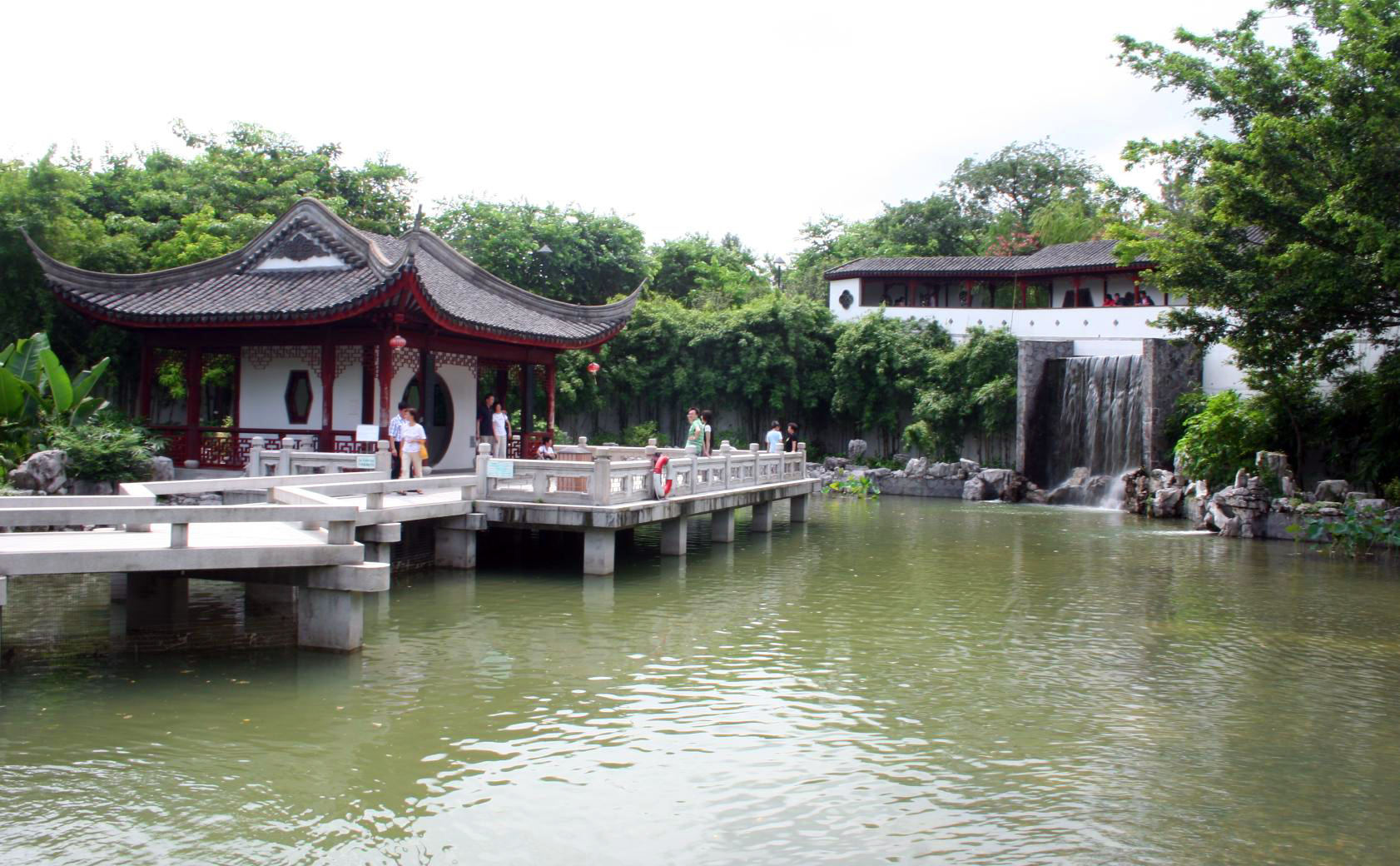
De Lung Nam Pavilion in het zuidwesten van het park.

Het gebied dat eens Kowloon Walled City was, is nu Kowloon Walled City Park. Het grenst aan Carpenter Road Park. Het 31.000 m2 grote park werd voltooid en overgedragen aan het plaatselijke bestuur in augustus 1995. Het werd een paar maanden later, op 22 december, officieel geopend door gouverneur Chris Patten. De aanleg van het park kostte in totaal 76 miljoen HKD.
Het ontwerp van het park is geïnspireerd op de tuinen van Jiangnan uit de vroege Qingdynastie. Het park is opgedeeld in acht verschillende tuinen, met de volledig herstelde yamen als hoofdbezienswaardigheid. De paden en paviljoenen van het park zijn vernoemd naar straten en gebouwen van de voormalige stad. Ook worden er overblijfselen uit de stad tentoongesteld, zoals vijf gegraveerde stenen en drie oude putten. Het park is ontworpen door de Architectural Services Department, die hiervoor een 'prestigieuze prijs' ontving van de Duitse Central Society of Horticulture.

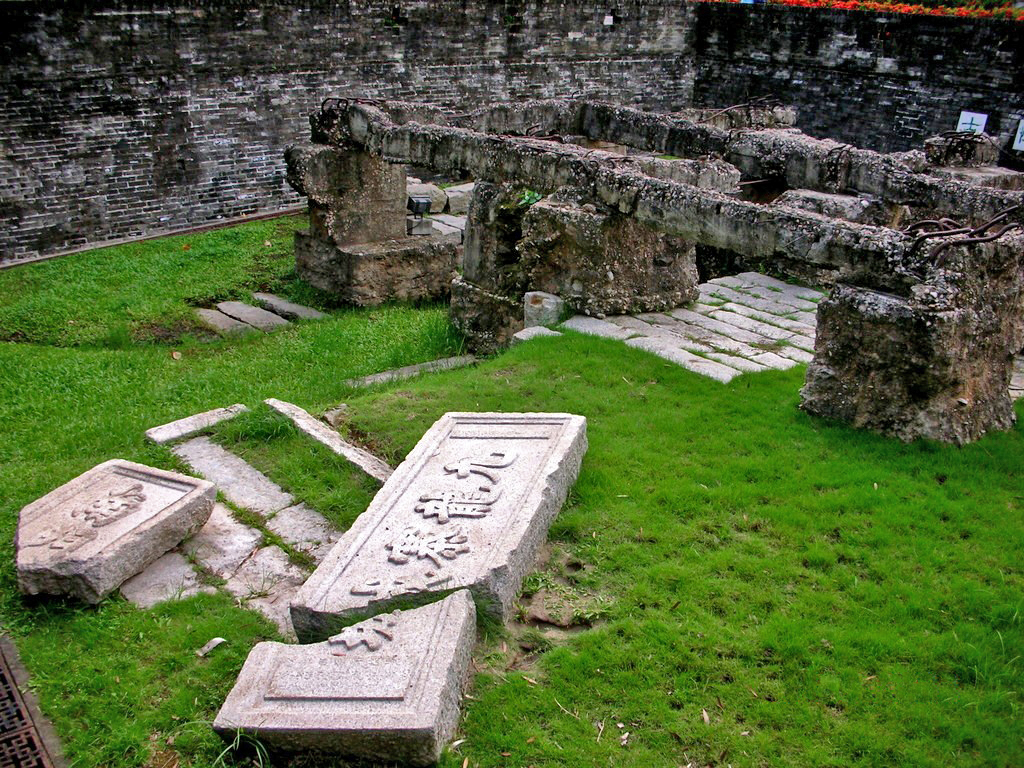
Overblijfselen van de Zuidpoort van de stad.

Verschillende onderdelen van het park zijn:
- de Eight Floral Walks, die ieder zijn vernoemd naar een plant of een bloem;
- de Chess Garden, waar een Chinees schaakbord te bezichtigen is van 3 bij 5 meter;
- de Garden of Chinese zodiac, waar stenen beelden te zien zijn van de 12 dieren waarnaar de Chinese sterrenbeelden zijn vernoemd;
- de Garden of Four Seasons (ook wel Guangyin Square genoemd, zoals ook de kleine open plek in stad heette), een tuin van 300 m² met planten die staan voor de vier seizoenen;
- de Six Arts Terrace, een tuin van 600 m² voor bruiloften, waar ook het Bamboo Pavilion te vinden is;
- het Kuixing Pavilion, met een maanpoort en de hoge Guibi Rock, die verwijst naar de hereniging van Hongkong met China;
- de Mountain View Pavilion, een bouwwerk van twee verdiepingen hoog in de vorm van een aangemeerde boot, dat dient als uitkijkpunt over het hele park;
- de Lung Tsun, Uk Tong, en Lung Nam Pavilions;
- de yamen en de resten van de Zuidpoort (zie hieronder).

### Officiële monumenten

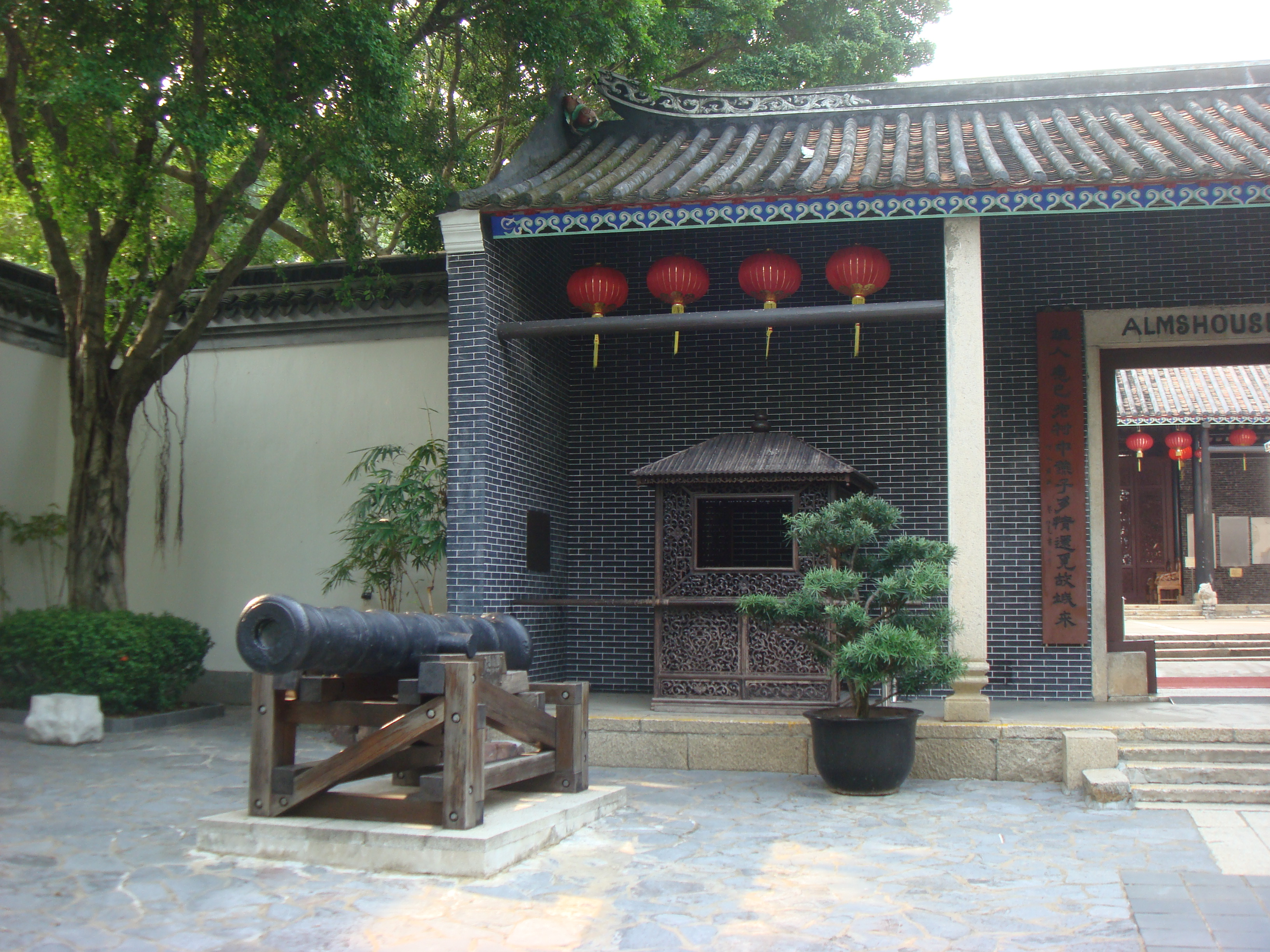
De voorkant van de gerestaureerde yamen met een van de originele kanonnen.

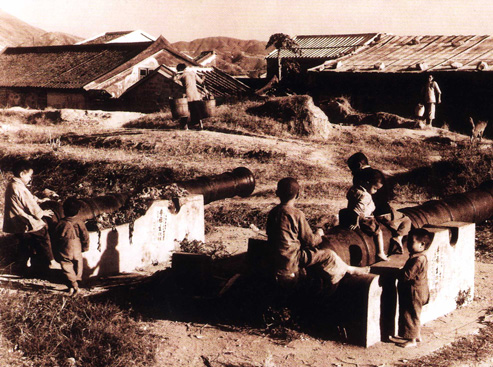
Een foto genomen aan het begin van de 20ste eeuw, van kinderen uit Kowloon Walled City die aan het spelen zijn op de kanonnen bij de yamen.

De Antiquities and Monuments Office verrichtte archeologisch onderzoek terwijl de stad werd afgebroken, en ontdekte overblijfselen met culturele waarde. Dit waren onder meer de yamen en de overblijfselen van de Zuidpoort, die officieel werden uitgeroepen tot monumenten van Hongkong op 4 oktober 1996. De Zuidpoort diende oorspronkelijk als hoofdingang van de stad. De overblijfselen bestonden uit het fundament en twee gegraveerde stenen met de woorden 'Zuidpoort' en 'Kowloon Walled City', en het betegelde pad dat naar de poort toe liep. Ook werden het fundament van de muur en de Oostpoort ontdekt. De regering van Hongkong stelde de overblijfselen van de Zuidpoort op voor de yamen.
Het gebouw van de yamen bestaat uit drie ruimtes. De middelste ruimte was oorspronkelijk bedoeld voor de magistraat van het gemeentehuis van Kowloon, en de achterste ruimte was zijn woonhuis. Nadat de regeringsfunctionarissen het gebied hadden verlaten in 1899, werd het gebruikt voor verschillende doeleinden. Het is een bejaardentehuis geweest, een huis voor weduwen, een weeshuis, een school en een kliniek. Het werd in 1996 gerestaureerd, en het is te vinden in het midden van het park. Het is nu een fotogalerij van de stad, en er staan twee kanonnen uit 1802 voor de ingang.

## Indeling en architectuur

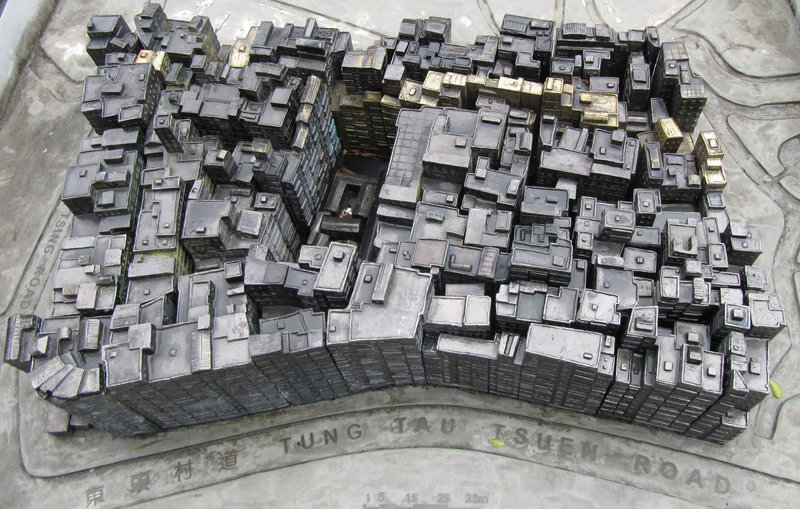
Schaalmodel van Kowloon Walled City, dat bij de ingang van Kowloon Walled City Park staat.

De stad lag in het gebied dat het Kowloon City District genoemd werd, dat onderdeel was van Kowloon. Het veranderde van een fort in een stad, toch bleef de indeling hetzelfde. Het fort werd gebouwd op een helling en besloeg 0,03 km2 (210 bij 120 m). De stenen muur om het fort heen had vier ingangen en was 4 meter hoog en 4,6 meter dik. In 1943 werd hij afgebroken.

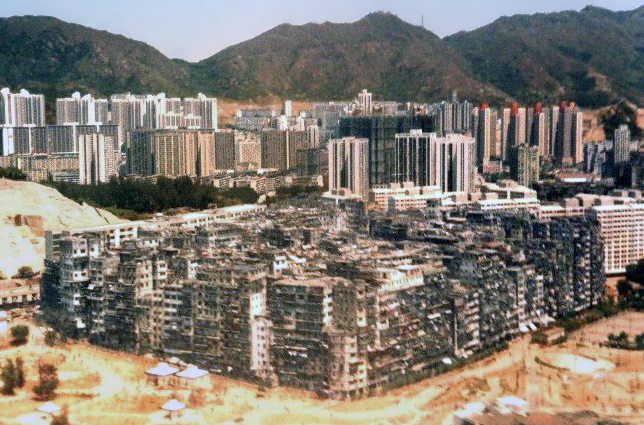
Kowloon Walled City in 1989.

In de jaren 1960/70 nam de bebouwing dramatisch snel toe, tot de lage gebouwen allemaal minstens 10 verdiepingen hoog waren (met als opvallende uitzondering de yamen en het centrum eromheen).Toch werden de gebouwen niet hoger gemaakt dan 14 verdiepingen, door de ligging van het Kai Tak Airport 800 meter verderop. Aan de zuid- en westkant grensde de stad aan de twee verdiepingen hoge Sai Tau Tsuenflat. In 1985 werd deze flat afgebroken en op de plaats van de flat werd het Carpenter Road Park aangelegd.
De tientallen steegjes in de stad waren vaak maar 1 tot 2 meter breed, ze waren slecht verlicht en hadden een slechte afwatering. Bij de bovenste verdiepingen vormde zich een slordig netwerk van trappenhuizen en galerijen, dat zo uitgebreid werd dat men de stad van noord naar zuid kon doorkruisen zonder een voet op de begane grond te hoeven zetten. De bouw van de stad werd niet gereguleerd, en de meeste van de 350 gebouwen hadden een slecht fundament en weinig of geen voorzieningen. Omdat de appartementen erg klein waren - een gemiddeld appartement was 23 m2 - werd en er maximaal gebruik gemaakt van de ruimte door balkons te bouwen en gebruik te maken van het dak. De daken van de gebouwen in de stad stonden vol met schotelantennes, waslijnen, waterreservoirs en afval, en waren met elkaar verbonden door ladders.

## Bevolking

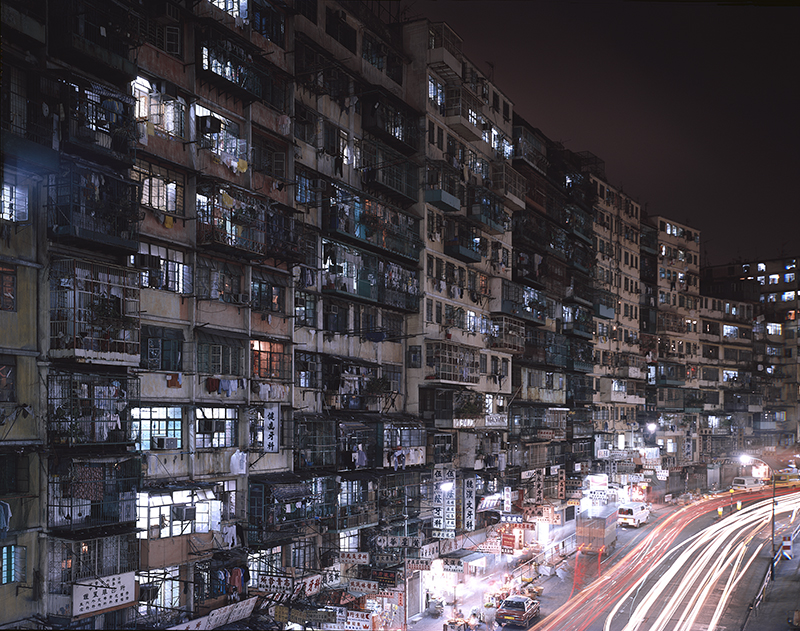
Een nachtelijk plaatje van een straat aan de rand van de stad.

De bevolking van Kowloon Walled City fluctueerde aanvankelijk tussen de nul en de paar honderd inwoners, maar begon kort na de Tweede Wereldoorlog gestaag te groeien. Er is echter geen nauwkeurige informatie beschikbaar over de bevolking tijdens latere jaren. Naar aanleiding van een officiële volkstelling werd het aantal inwoners in 1971 geschat op 10.004 en in 1981 op 14.617, maar er werd aangenomen dat deze schattingen veel te laag waren. Bij onofficiële schattingen werden echter vaak onterecht inwoners van nabijgelegen krottenwijken of van de Sai Tsau Tsuenflat meegeteld. Het inwonersaantal werd ook wel geschat op 50.000.
Een grondig onderzoek dat werd gedaan door de overheid in 1987 gaf een duidelijker beeld: er woonden naar schatting 33.000 mensen in de stad. Dit onderzoek wees dus uit dat de stad een bevolkingsdichtheid van ongeveer 1.255.000 inwoners per vierkante kilometer telde in 1987, waardoor het de meest dichtbevolkte plaats ter wereld was.

## Cultuur

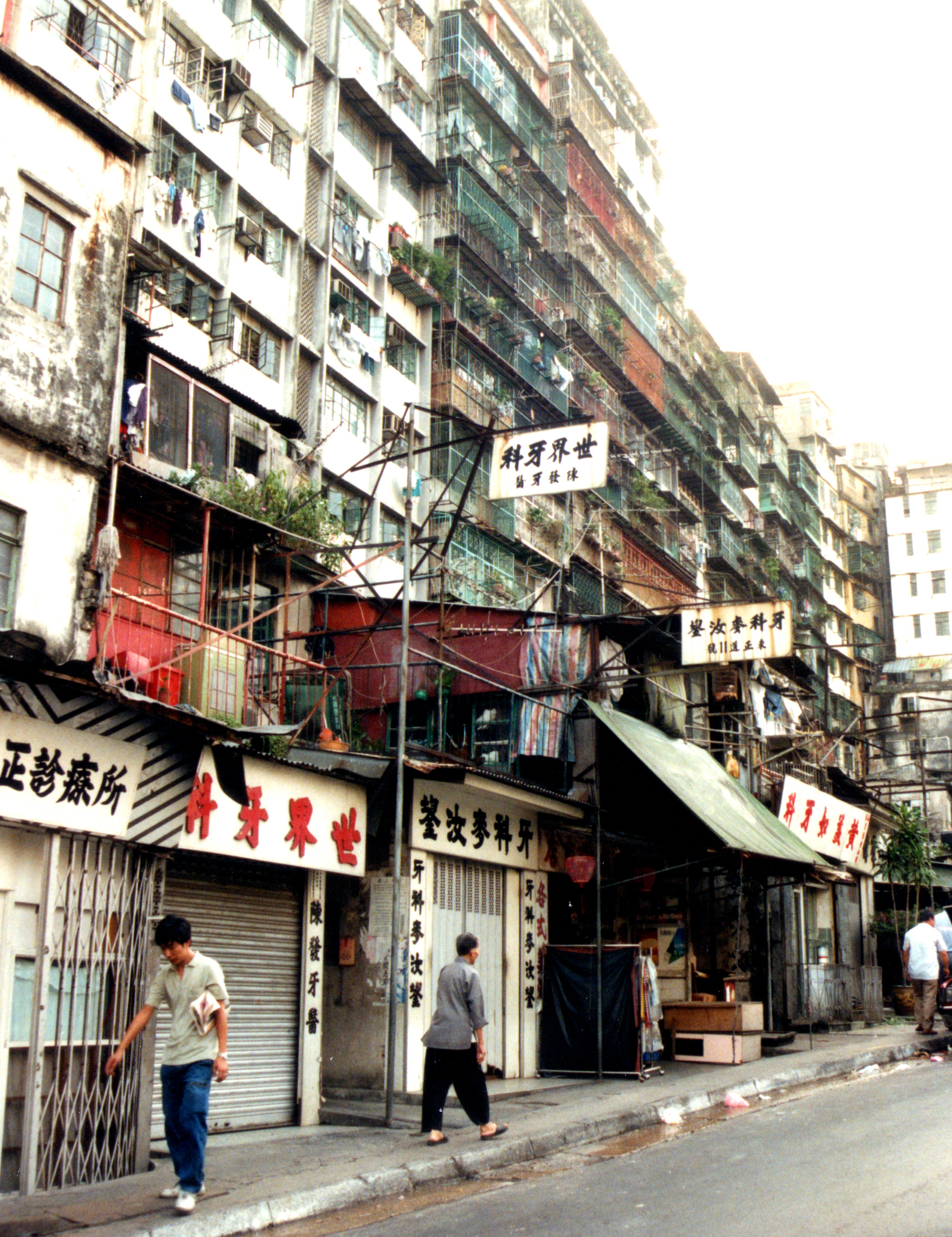
Verschillende tandartsklinieken aan de rand van de stad in 1991.

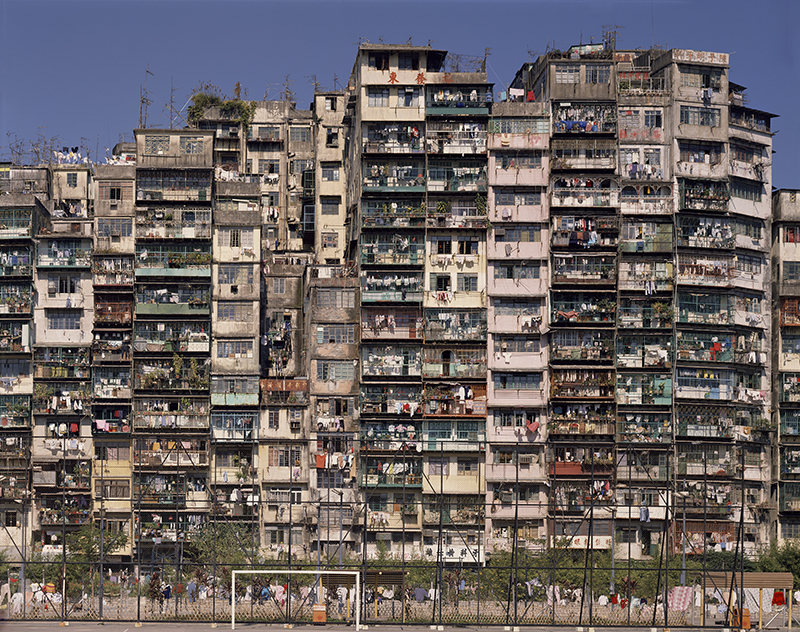
Een speeltuin aan de rand van de stad.

In tegenstelling tot wat veel buitenstaanders geloofden, gedroegen de meeste inwoners van de stad zich net als andere inwoners van Hongkong. Als reactie op de zware leefomstandigheden werden de inwoners een hechte gemeenschap, en hielpen ze elkaar om met de moeilijkheden om te gaan. De vrouwen in de familie deden vaak het huishouden, en grootmoeders zorgden voor hun kleinkinderen en de kinderen van anderen. De daken van de stad waren een belangrijke ontmoetingsplek voor de inwoners van de bovenste verdiepingen. Ouders kwamen er om te ontspannen, en kinderen speelden er vaak of deden er huiswerk na school.
De yamen in het hart van de stad was ook een belangrijk sociaal centrum, een plaats waar inwoners met elkaar in gesprek konden komen, een kopje thee konden drinken, en waar het ook mogelijk was om bijvoorbeeld een cursus kalligrafie te volgen. In het bejaardentehuis werden ook religieuze bijeenkomsten georganiseerd voor christenen en niet-christenen. Andere religieuze organisaties waren onder anderen de Fak Tak- en Tin Hautempels, waar een combinatie van boeddhisme, taoïsme en animisme werd bedreven.

## Beschrijvingen en nalatenschap

### Memoires en autobiografieën
Enkele mensen die in Kowloon Walled City hebben gewoond, hebben geschreven over hun ervaringen. Evangelist Jackie Pullinger schreef in 1989 haar memoires, Crack in the Wall, over de hulp die ze verleende bij het behandelen van drugsverslaafden in de stad. In 2004 verscheen de autobiografie Gweilo van Martin Booth, waarin hij beschrijft hoe hij als kind de stad verkende in de jaren 1950.

#### Werken over Kowloon Walled City
Boeken en onderzoeksverslagen
- City of Darkness: Life in Kowloon Walled City, door Ian Lambot (schrijver, fotograaf) en Greg Girard (fotograaf)
  - Wilhelm Ernst & Sohn, 1993, ISBN 9783433023556
  - Watermark, 1999, ISBN 9781873200131
- City of Darkness: Revisited, door Ian Lambot (schrijver, fotograaf) en Greg Girard (fotograaf)
  - Watermark, 2014, ISBN 9781873200889 (herziene versie van City of Darkness)
- Kyūryūjō Tanbō Makutsu de Kurasu Hitobito: City of Darkness (九龍城探訪 魔窟で暮らす人々　-City of Darkness-, "Kowloon Walled City Exploration: People Who Live in the Devil's Den (City of Darkness)"), door Ian Lambot (schrijver, fotograaf) en Greg Girard (fotograaf)
  - EastPress, 2004, ISBN 9784872574234 (Japanese edition of City of Darkness)
- Daizukai Kyūryūjō (大図解九龍城, "Grand Kowloon Walled City Schematics"), door de Kyūryūjō Tankentai (het 'Kowloon Walled City Onderzoeksteam'), met o.a. Hitomi Terasawa (illustrator), Takayuki Suzuki (architect) en Hiroaki Kani (supervisor)
  - Iwanami Shoten, 1997, ISBN 9784000080705
- Kyūryūjōsai (九龍城砦, "Kowloon Walled City"), door Ryūji Miyamoto (fotograaf), Hiroshi Aramata (schrijver) en Ken'ichi Ōhashi (schrijver)
  - Heibonsha, 1997, ISBN 9784582277364
  - Heibonsha, 1998, ISBN 9784582277364
  - Heibonsha, 1999, ISBN 9784582277364
- Saigo no Kyūryūjōsai (最期の九龍城砦, "The End of Kowloon Walled City"), door Shintarō Nakamura
  - Shinpusha, 1996, ISBN 9784883066469
- Preliminary Findings, by Suenn Ho
  - Columbia University, 1992
- Jiulong Cheng Zhai shihua (九龍城寨史話; "Kowloon Walled City's History"), door Lu Jinzhe
  - Joint Publishing, 1997, ISBN 9789620406829
- Jiulong Cheng Zhai: Yige teshu shequ di dili toushi (九龍城寨：一個特殊社區的地理透視; "Kowloon Walled City: A Geographical Perspective of a Special Community"), door Huang Junyao et al.
  - The Chinese University of Hongkong – Department of Geography, 1992
- FARMAX: Excursions on Density, door Winy Maas, Jacob van Rijs en Richard Koek (hoofdauteurs)
  - 010 Publishers, 1998, ISBN 9789064502668
  - 010 Publishers, 2006, ISBN 9789064505874

Documentaires
- The Walled City (城寨; Chéng Zhài; "Walled City"), deel van Hongkong Connection's (鏗鏘集; Kēngqiāng jí; "Resonant Collection") 70th segment
  - Radio Television Hongkong (RTHK), 1979
- Hongkongs geheime Stadt – Ein Labyrinth für 50.000 Menschen ("Hongkong's geheime stad: Een doolhof met 50.000 mensen")
  - Österreichischer Rundfunk (ORF), 1989
- Kowloon Walled City, deel van Whicker's World
  - ITV Yorkshire, 1980
- City of Imagination: Kowloon Walled City 20 Years Later (archiefbeelden gemaakt door ORF en Suenn Ho)
  - The Wall Street Journal, 2014

## Kowloon Walled City in kunst en literatuur
The Walled City of Kowloon has no visible wall around it, but it is as clearly defined as if there were one made of hard, high steel. It is instantly sensed by the congested open market that runs along the street in front of the row of dark run-down flats—shacks haphazardly perched on top of one another giving the impression that at any moment the entire blighted complex will collapse under its own weight, leaving nothing but rubble where elevated rubble had stood.— Robert Ludlum, The Bourne Supremacy, p. 149
Vele auteurs, regisseurs, game-designers en beeldend kunstenaars hebben de stad gebruikt om een boodschap over te brengen van verstikkende verstedelijking of straffeloze criminaliteit. In de roman van Robert Ludlum, The Bourne Supremacy, wordt de stad gebruikt als een van de plaatsen waar het verhaal zich afspeelt. In de triologie Bridge trilogy van William Gibson verschijnt de stad als een plaats in de virtuele werkelijkheid (en plaats die door Steven Poole wordt beschreven als een "oase van politieke en creatieve vrijheid"), een plaats die in alles het tegenovergestelde is van Singapore, zoals William Gibson het beschrijft in zijn artikel Disnelyland with the Death Penalty, dat verscheen in het magazine Wired. In de manga Crying Freeman reist de vrouw van de hoofdpersoon naar Kowloon Walled City om er zich te oefenen in de schermkunst, en om een vervloekt zwaard te bedwingen. In de manga Blood+: Kowloon Nights wordt de stad gebruikt als de plaats waar een aantal moorden worden gepleegd. De stad wordt uitgebreid beschreven in Vital Signs, een boek van Doctor Robin Cook (gepubliceerd in 1991). De vuilheid, ellende en criminaliteit van de stad worden levendig beschreven wanneer de personages Marissa en Tristan Williams door de steegjes lopen.
De film Shaw Brothersfilm Brothers from the Walled City speelt zich af in Kowloon Walled City. In de misdaadfilm Long Arm of the Law uit 1984 wordt de stad gebruikt als een toevluchtsoord voor bendeleden voordat ze worden neergeschoten door de politie. In de film Bloodsport uit 1988, met Jean-Claude Van Damme, is de stad de plaats waar een vechtsporttoernooi georganiseerd wordt. In de documentaire Baraka uit 1992 zijn gedetailleerde opnames te zien van de stad net voordat hij wordt afgebroken. De film Crime Story uit 1993 met Jackie Chan werd voor een deel opgenomen in de stad toen die al ontruimd was, en er zitten werkelijke scènes in van gebouwen die worden opgeblazen. De stad diende als inspiratie voor een buurt - the Narrows - in de film Batman Begins uit 2005. De Hongkongse horrorfilm Recycle zet een nachtmerrieachtige versie van de stad neer, compleet met gekwelde zielen waarvoor de hoofdfiguur moet vluchten. De Hongkongs vechtsport- en dramafilm A Fist Within Four Walls speelt zich af in de stad vol triades in de vroege jaren 1960.
Hive of dream. Those mismatched, uncalculated windows. How they seemed to absorb all the frantic activity of Kai Tak airport, sucking in energy like a black hole.— William Gibson, "Disneyland with the Death Penalty"

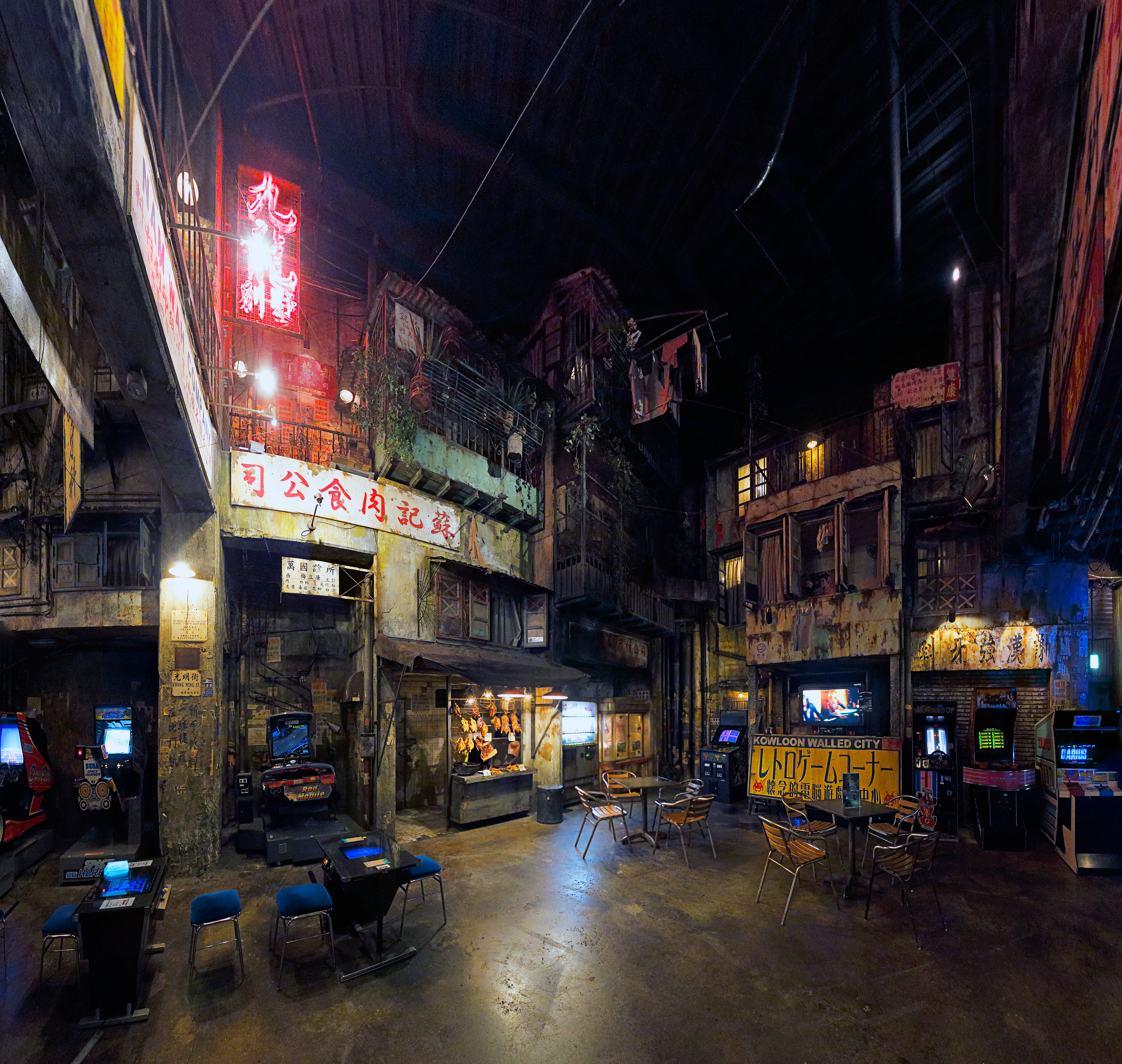
Kawasaki Warehouse, een Japanse speelhal in de stijl van Kowloon Walled City.

Kowloon Walled City komt voor in verschillende games, bijvoorbeeld: Kowloon's Gate, Shenmue II en Call of Duty: Black Ops. In het computerspel Stranglehold, gebaseerd op de film Hard Boiled, wordt een fantasieversie van de stad gebruikt, waarbij deze is gevuld met leden van triades. In het spel Fear Effect en Fear Effect 2, werden foto's van de stad gebruikt als inspiratie voor de sfeer en het decor. De virtuele omgeving de MMORPG Guild Wars: Factions is ook geïnspireerd door de stad: hij bestaat uit grote, dicht op elkaar gepakte gebouwen. Het bordspel Shadowrun en de CRPG Shadowrun: Hongkong spelen zich af in 2056, in een herbouwde en van criminaliteit vergeven Kowloon Walled City.
In 2009 werd er in een Japanse buitenwijk van Kawasaki (in de prefectuur Kanagawa) een speelhal (Kawasaki Warehouse) geopend. In dit gebouw is een klein deel van Kowloon Walled City nagebouwd. Het verlangen van de ontwerpers om de sfeer van de stad correct na te bootsen is terug te vinden in nauwe steegjes, elektriciteitsdraden, pijpen, brievenbussen, verkeersborden, neonlicht, verweerde posters en allerlei andere details die de omgeving op de echte stad doen lijken.